# Massacre du Boyd
 (juillet 2023).
Le contenu est difficilement compréhensible vu les erreurs de traduction, qui sont peut-être dues à l'utilisation d'un logiciel de traduction automatique.
Le massacre du Boyd a eu lieu en décembre 1809 lorsque des Māoris, habitants du port de Whangaroa (en) dans le nord de la Nouvelle-Zélande, ont tué et mangé entre 66 et 70 Britanniques. Il s'agit du plus grand nombre de Britanniques tués par des Māoris au cours du même événement, en Nouvelle-Zélande. L'incident est également l'un des exemples les plus sanglants de cannibalisme jamais enregistrés. Le massacre aurait été perpétré en vengeance des coups de fouet donnés à un jeune chef des Māoris par l'équipage du voilier Boyd (en).
En représailles, les baleiniers britanniques ont attaqué l'île pa du chef Te Pahi (en) à environ 60 km au sud-est,, croyant à tort qu'il avait ordonné les tueries. Entre 16 et 60 Maoris et un Britannique sont morts dans l'affrontement,. La nouvelle de ces événements a retardé les premières visites missionnaires dans le pays, et a fait chuter le nombre de visites de navires à « presque rien » au cours des années suivantes.

## Contexte
Le  Boyd (en)  était une brigantine de 395 tonneaux ( bm), un convict ship (en) (bateau de condamnés) qui a navigué en octobre 1809 depuis Sydney Cove en Australie  à Whangaroa sur la côte est de la Péninsule de Northland en Nouvelle-Zélande. Il était sous le commandement du capitaine  John Thompson et transportait environ 70 personnes.
Le navire transportait d'anciens condamnés qui avaient purgé leur peine et quatre ou cinq Néo-Zélandais qui rentraient dans leur pays d'origine. Parmi ces derniers se trouvait Te Ara, ou Tarrah, connu de l'équipage sous le nom de George, fils d'un chef tribal maori de Whangaroa. Te Ara avait passé plus d'un an à bord de différents navires, dont une expédition de chasse aux phoques dans les îles de l'océan Austral.
Sur le  Boyd , il devait effectuer des travaux. Certains rapports indiquent qu'il a refusé de le faire parce qu'il était malade ou en raison de son statut de fils de chef,.
Un autre récit rapporte que le cuisinier du navire a accidentellement jeté quelques cuillères en étain par-dessus bord et accusé Te Ara de les avoir volées pour éviter d'être fouetté lui-même. Alexander Berry, dans une lettre décrivant les événements, a déclaré : « Le capitaine avait été un peu trop pressé de condamner un vol insignifiant ».
Quelle que soit la raison, le résultat a été que le capitaine l'a privé de nourriture, l'a attaché à un cabestan et l'a fouetté.
Ce traitement subi par Te Ara l'a incité à chercher utu, ou vengeance. Te Ara a regagné la confiance du capitaine et l'a persuadé de pénétrer dans la baie de Whangaroa, lui assurant que c'était le meilleur endroit pour trouver le bois qu'il désirait.
En arrivant à Whangaroa, Te Ara a signalé les offenses faites à sa tribu et a montré les marques de fouet sur son dos. Conformément aux coutumes maories, ils ont formé un plan pour « utu ». En vertu du droit britannique, le fouet était la punition courante pour les délits mineurs. Un Britannique pouvait être légalement pendu pour avoir volé des marchandises d'une valeur de 5 shillings. Dans la culture maorie, le fils d'un chef était une figure privilégiée qui ne se pliait pas à l'autorité d'un étranger. Les châtiments corporels infligés à son fils ont fait que le chef a subi un affront (ou "mana"), et pour les Maoris, cela a justifié une violente réaction.

## Meurtres
Trois jours après l'arrivée du Boyd , les Maoris ont invité le capitaine Thompson à suivre leurs pirogues pour trouver des arbres kauri appropriés. Thompson, son officier en chef et trois autres ont suivi les canots jusqu'à l'entrée de la rivière Kaeo. L'équipage restant est resté à bord avec les passagers, préparant le navire pour le voyage en Angleterre.
Lorsque les bateaux étaient hors de vue du Boyd, les Maoris ont attaqué les pākehā (étrangers), les tuant tous avec des gourdins et des haches. Les Maoris ont enlevé les vêtements occidentaux des victimes et un groupe les a revêtus en guise de déguisement. Un autre groupe a transporté les corps dans son pā (village) pour les manger.
Au crépuscule, le groupe déguisé a occupé le bateau où il a été accueilli par l'équipage. D'autres pirogues maories attendaient le signal de l'attaque. Le premier à mourir fut un officier du navire. Les assaillants se faufilèrent ensuite autour du pont, tuant furtivement tout l'équipage. Les passagers ont été appelés sur le pont puis tués. Cinq personnes se sont cachées sur le mât parmi le gréement, où elles ont été témoins du démembrement des corps de leurs amis et collègues.
Le lendemain matin, les survivants ont vu un grand canot transportant le chef Te Pahi (en) de la baie des Îles entrer dans le port. Le chef était venu dans la région pour faire du commerce avec les Whangaroa Māori. Les Britanniques ont appelé le canoë de Te Pahi à l'aide. Après que Te Pahi eut rassemblé les survivants du  Boyd , ils se dirigèrent vers le rivage. Mais deux canots Whangaroa les ont poursuivis alors que les survivants s'enfuyaient le long de la plage, Te Pahi a observé que tous sauf un ont été capturés et tués par les poursuivants.

## Survivants britanniques
Cinq personnes ont été épargnées durant le massacre : Ann Morley et son bébé, dans une cabane, l'apprenti Thomas Davis (ou Davison), caché dans la cale, le second lieutenant et Betsy Broughton, deux ans, enlevée par un chef local qui lui a mis une plume dans les cheveux et l'a gardée pendant trois semaines avant le sauvetage. Le second lieutenant a, quant à lui, finalement été tué et mangé quand son utilité quant à la fabrication d'hameçons n'a plus été évidente.

## Destruction duBoyd
Le Whangaroa Māori a remorqué le Boyd vers le village jusqu'à ce qu'il s'échoue dans des vasières près de Motu Wai (Red Island). Les rebelles ont passé plusieurs jours à saccager le navire, à jeter de la farine, du porc salé et du vin en bouteille par-dessus bord. Les Māori s'intéressaient à une grande cache de mousquets et à la poudre à canon.
Environ vingt Māori ont cassé des barils de poudre à canon et ont tenté de rendre les mousquets fonctionnels. Le chef Piopio a allumé un silex qui enflamma la poudre à canon, provoquant une explosion qui l'a tué instantanément avec neuf autres Māori . Un incendie a ensuite embrasé le navire et a enflammé sa cargaison d'huile de baleine. Bientôt, tout ce qui restait du Boyd fut une coque calcinée. Le chef Māori a déclaré la coque tapu, sacrée ou interdite.

## Sauvetage
Lorsque la nouvelle du massacre est parvenue dans les établissements britanniques, le capitaine Alexander Berry a entrepris une mission de sauvetage à bord du « City of Edinburgh ». Berry a secouru les quatre survivants: Ann Morley et son bébé, Thomas Davis (ou Davison) et Betsy Broughton.
L'équipage du « City of Edinburgh » a trouvé des tas d'ossements humains sur le rivage, avec de nombreuses traces évidentes de cannibalisme.
Le capitaine Berry a capturé deux chefs maoris responsables du massacre, les détenant d'abord en rançon pour le retour des survivants. Après le retour des survivants, Berry a déclaré aux chefs qu'ils seraient emmenés en Grande-Bretagne pour répondre de leurs crimes, à moins qu'ils ne restituent les papiers du « Boyd».
Après que les papiers lui ont été remis, il a libéré les chefs. Une condition de leur libération était qu'ils soient " dégradés de leur rang et reçus parmi le nombre de ses esclaves", bien qu'il ne s'attendait pas à ce que cette condition soit respectée.
Les Mahoris ont exprimé leur gratitude pour la miséricorde. Le geste de Berry a évité de nouvelles effusions de sang, une fatalité si les chefs avaient été exécutés.
Les quatre personnes secourues ont été emmenées à bord du navire de Berry à destination du Cap de Bonne-Espérance. Cependant, le navire a rencontré des tempêtes et a été endommagé. Après les réparations, les rescapés sont arrivés à Lima. Mme Morley est décédée à Lima.
Le garçon, appelé Davis ou Davison, est allé de Lima à l'Angleterre à bord de l '« Archiduc Charles » et a ensuite travaillé pour Berry en Nouvelle-Galles du Sud. Il s'est noyé en explorant l'entrée de la Shoalhaven River avec Berry en 1822.
L'enfant de Mme Morley et Betsy Broughton ont été emmenés par Berry à Rio de Janeiro, d'où ils sont retournés à Sydney en mai 1812 à bord de l '« Atalanta ».
Betsy Broughton a épousé Charles Throsby, neveu de l'explorateur Charles Throsby, elle est décédée en 1891,

## Conséquences
En mars 1810, des marins de cinq navires baleiniers lancèrent une attaque par vengeance. Leur cible était le Motu Apo pa à Rangihoua Bay (en) appartenant à Te Pahi (en), le chef qui a tenté de secourir les survivants de « Boyd » et les a ensuite vus tués. Te Pahi avait par la suite accepté l'un des canots du Boyd et un butin. Son nom a été confondu avec celui de Te Puhi, l'un des initiateurs du massacre. Samuel Marsden, le premier missionnaire éminent a révélé que Te Ara (George) et son frère Te Puhi avaient pris le Boyd par vengeance(en) .
Dans l'attaque, entre 16 et 60 Maoris et un marin ont été tués.
Te Pahi, blessé au cou et à la poitrine, s'est rendu compte que les marins l'avaient attaqué à cause des actions des Maoris de Whangaroa. Il a rassemblé ses guerriers restants et a attaqué Whangaroa où il a été tué par un coup de lance quelque temps avant le 28 avril.
La nouvelle du massacre de Boyd a atteint l'Australie et l'Europe, retardant la visite prévue des missionnaires jusqu'en 1814.
Un avis a été imprimé et diffusé en Europe déconseillant de visiter « ce maudit rivage » de la Nouvelle-Zélande, au risque d'être mangé par des cannibales.
Les expéditions vers la Nouvelle-Zélande sont « tombées à presque rien » au cours des trois années suivantes.

## Références culturelles

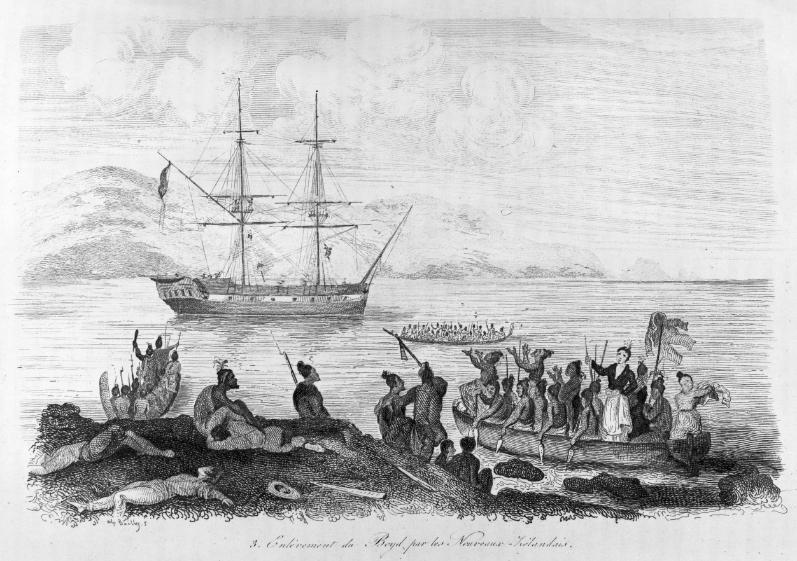
The Boyd Incident au port de Whangaroa Louis Auguste de Sainson, 1839